# 下韦尔特
下韦尔特（德語：Niederwerth）是德国莱茵兰-普法尔茨州的一个市镇。总面积3.03平方公里，总人口1369人，其中男性690人，女性679人（2011年12月31日），人口密度452人/平方公里。

## 友好城市
- 法國 蓬托米尔